# Colom wonga
El colom wonga (Leucosarcia melanoleuca) és una espècie d'ocell de la família dels colúmbids (Columbidae) i única espècie del gènere Leucosarcia. Habita zones boscoses de l'est de Nova Gal·les del Sud i Victòria, en Austràlia.